# Kolotsjincultuur
De Kolotsjincultuur (Russisch: Колочинская культура, Kolotsjinskaja koeltoera) is een vroeg-middeleeuwse archeologische cultuur (5e-6e eeuw). Ze wordt gevonden in het oostelijke deel van de oblasten Gomel en Mogiljov van Wit-Rusland (ten oosten van de Ptitsj), de oblast Brjansk en de westelijke delen van de oblasten Koersk en Belgorod in Rusland, evenals de aangrenzende gebieden van de oblasten Vitebsk (Wit-Rusland), Smolensk (Rusland), Soemy en Tsjernigov (Oekraïne). Buiten het hoofdgebied bestonden ook kleine enclaves in de Russische oblasten Lipetsk en Tambov.
De cultuur is vernoemd naar de gorodisjtsje Kolotsjin in de buurt van het gelijknamige dorp in het district Retsjitsa, oblast Gomel, welke in 1955-1960 werd opgegraven door Symonovitsj.
De cultuur wordt soms gezien als een late lokale versie van de Kievcultuur. Ze verspreidde zich vanaf het grondgebied van de Joechnovo- en Potsjep-culturen (het grootste deel van de bekkens van de Desna, Sejm, de bovenloop van de Soela en Psjol, de Dnjepr-regio's van de oblasten Gomel en Mogiljov). In het zuiden bestond deze cultuur naast de verwante Penkovocultuur. Sommige vormen van handgevormd aardewerk uit de Demjanka-grafheuvel in het district Dobroesj van de oblast Gomel lijken op die van de Praag-Kortsjakcultuur, waarvan het gebied zich ten westen van het grondgebied van de Kolotsjincultuur bevond.

## Geschiedenis
Onderzoekers plaatsen de oorsprong van de Kolotsjincultuur in het tweede kwartaal van de 4e of het midden van de 5e eeuw. De meeste nederzettingen waren onversterkt, wat wijst op relatief rustige levensomstandigheden gedurende het grootste deel van het bestaan van de cultuur. De cultuur had ook nederzettingen versterkt met wallen en greppels, zogenaamde gorodisjtsjen. In de regel waren dit geen plaatsen van permanente bewoning, maar toevluchtsoorden.
De situatie veranderde in de jaren 630-660, toen de zuidelijke regio's van de Kolotsjincultuur werden blootgesteld aan de invallen van de steppenomaden. Het gevolg hiervan was de massale begraving van zogenaamde Antische depots. De leidende rol in de etnoculturele verandering in het derde kwartaal tot het einde van de 7e eeuw werd echter niet gespeeld door nomaden, maar door nieuwe, talrijke groepen van Slavische bevolking die naar het gebied trokken. De noodzaak om gezamenlijk weerstand te bieden aan de uitbreiding van het Chazaarse kanaat droegen bij aan de toenadering tussen de inheemse bevolking en de nieuwkomers. Als gevolg hiervan hield de Kolotsjincultuur tegen het einde van de 7e eeuw op te bestaan en werd vervangen door de Volyntsevocultuur.
Er zijn verschillende standpunten over de oorsprong van deze nieuwe populatie. In de jaren negentig onderbouwde Sedov de conclusie dat ze deel uitmaakte van Imenkovo-cultuurdragers die aan het einde van de 7e eeuw de Midden-Wolga-regio verlieten. Deze conclusie werd ondersteund door Matvejeva, Prychodnjoek, Pryjmak, Zjich en andere onderzoekers. Een alternatieve hypothese werd in 1996 naar voren gebracht door Gavritoechin en Oblomski. Volgens hen lag de oorsprong van de Volyntsevocultuur in rechteroever-Oekraïne, waar aan het einde van de 7e eeuw de Praag-Kortsjakcultuur overging naar de Loeka-Rajkovetscultuur.

## Materiële cultuur
De nederzettingen bevonden zich in de regel in clusters van 5 tot 8, van elkaar gescheiden door relatief grote ruimtes. Ze werden gebouwd op lage plaatsen, dicht bij het water. De woningen zijn meestal rechthoekig (minder vaak sub-vierkant) en deels in de grond verdiept, met een vlakke vloer en een centrale steunpilaar. Er werd een balken- of framemuurconstructie gebruikt. De ingang was aan de zuidkant. Voor verwarming gebruikten de bewoners haarden of kachels, die zich in het midden van de woning bevonden.
De economie werd gedomineerd door landbouw (met name gerst en gierst ) en veeteelt (runderen, varkens en paarden, in mindere mate kleinvee). De meeste gereedschappen waren gemaakt van smeedijzer, items van hoogwaardig staal zijn zeldzaam. In de nederzettingen werden overblijfselen van smederijen en de metallurgie van ijzer en non-ferro metalen gevonden.
Het aardewerk was ruw en handgevormd zonder het gebruik van een pottenbakkersschijf, en niet gedecoreerd. Het oppervlak werd zonder bijzondere zorg gladgemaakt, en de scherf bevat chamotte, minder vaak steengruis als magering.
Bij de vrouwen omvatten de hoofdversieringen lamellaire lintvormige kronen en enkelvoudige spiraalvormige slaapringen. Als halsversieringen droeg men verschillende typen torques. Als borstversieringen dienden vingervormige, antropozoömorfische of breed-lamellaire broches.
De begraafplaatsen bevatten meestal urnloze crematieresten. Soms waren het echter urnenvelden of gemengde grafvelden. De doden werden altijd naast het graf verbrand. Soms werd begraven in grafheuvels, waaromheen men ronde taluds opwierp met een hoogte van 0,5 tot 1,3 m, en een diameter van de van 5 tot 12 m.

## Etnische toegehorigheid
De Kolotsjincultuur was nauw verwant met de Penkovocultuur, en beide vormden zich onder invloed van de Kievcultuur. Het Slavische karakter van deze laatste wordt door de meeste archeologen erkend. De meeste onderzoekers (Tretjakov, Pobol, Baran, Terpilovski, Sjtsjoekin, Lopatin, Gavritoechin, Oblomski, IV Islanova, Foerasjev, Parczewski) beschouwen de dragers van de Kolotsjincultuur dan ook als Slavisch. Sommigen (Roesanova, Sedov, Schmidt) geloven echter dat de Kolotsjincultuur gedragen werd door de Dnjepr-Balten.

## Taal
Volgens de vergelijkende taalkunde zijn de Oost-Slavische dialecten aan de bovenloop van de Dnjepr en Oegra (op het grondgebied van de Toesjemlja- Kolotsjin- en, meest compact, Mosjtsjinyculturen) deel van de vierde accentgroep. Volgens de taalkundigen kunnen de dialecten van deze groep, vanwege de zeer archaïsche aard van hun accentsysteem, niet worden verklaard als het resultaat van een secundaire ontwikkeling van een van de bekende accentologische systemen, maar moeten worden beschouwd als de vroegste tak van het Oerslavisch. De ethnos, de drager van dit dialect, was blijkbaar de vroegste oostelijke kolonisatiestroom van de Slaven.